# Paul Felder
Paul Felder (Filadélfia, 25 de abril de 1985) é um lutador estadunidense de artes marciais mistas, que atualmente compete no Peso Leve do Ultimate Fighting Championship. Felder já conseguiu vitórias importantes contra nomes como Charles Oliveira e Edson Barboza.

## Carreira no MMA

### Cage Fury Fighting Championships
A estreia profissional de Felder no MMA profissional aconteceu contra Mtume Goodrum no CFFC 12 e ele venceu por nocaute técnico no segundo round.
Felder ainda venceu mais três lutas pelo CFFC, com destaque para a vitória por decisão sobre o ex-TUF 16 Julian Lane. Após as três vitórias, enfim Paul teve uma chance de disputar o Título Peso Leve Vago do CFFC contra o ex-TUF 12 Marc Stevens no CFFC 33. Ele venceu a luta por nocaute técnico no segundo round e se tornou o campeão da divisão.
Antes de ir para o UFC, Felder ainda defendeu seu título contra Craig Johnson no evento principal do CFFC 38. Ele defendeu com sucesso seu cinturão ao derrotar o adversário por nocaute com um chute rodado.

### Ultimate Fighting Championship
Felder fez sua estreia no UFC contra o canadense Jason Saggo em 4 de Outubro de 2014 no UFC Fight Night: MacDonald vs. Saffiedine, no Canadá. Ele venceu a equilibrada luta por decisão dividida.
A segunda aparição de Felder no UFC seria contra Johnny Case em 18 de Janeiro de 2015 no UFC Fight Night: McGregor vs. Siver. No entanto, devido a problemas de visto Rustam Khabilov não pode lutar contra Danny Castillo em 3 de Janeiro de 2015 no UFC 182, Felder foi colocado em seu lugar e substituído por Frank Trevino. Ele derrotou Castillo por nocaute no segundo round com um belo soco rodado que acertou em cheio o adversário deixando-o inconsciente imediatamente. Sua performance lhe rendeu o bônus de Performance da Noite.
Felder era esperado para enfrentar Jim Miller em 18 de Abril de 2015 no UFC on Fox: Machida vs. Rockhold. No entanto, uma lesão o tirou do evento, sendo então substituído por Beneil Dariush.
Felder substituiu Myles Jury e enfrentou Edson Barboza em 25 de Julho de 2015 no UFC on Fox: Dillashaw vs. Barão II e sofreu sua primeira derrota no MMA ao ser derrotado por decisão unânime. Felder sofreu sua segunda derrota ao ser derrotado por Ross Pearson em 5 de Setembro de 2015 no UFC 191 por decisão dividida.
Felder enfrentou Daron Cruickshank em 17 de Janeiro de 2016 no UFC Fight Night: Dillashaw vs. Cruz, e ele venceu a luta por finalização com um mata leão no terceiro round. Essa foi sua primeira vitória por finalização na carreira.
Felder enfrentou o compatriota Josh Burkman em 29 de Maio de 2016 no UFC Fight Night: Almeida vs. Garbrandt. Ele venceu o combate por decisão unânime.
Felder enfrentará o brasileiro Francisco Trinaldo em 24 de Setembro de 2016 no UFC Fight Night: Cyborg vs. Lansberg.

## Títulos
- Cage Fury Fighting Championship
  - Título Peso Leve do CFFC (Uma vez; uma defesa)

- Ultimate Fighting Championship
  - Performance da Noite (Uma vez)
  - Luta da Noite (Uma vez)

## Cartel no MMA
| Cartel no MMA   |             |            |
| 23 lutas        | 17 vitórias | 6 derrotas |
| Por nocaute     | 10          | 1          |
| Por finalização | 1           | 0          |
| Por decisão     | 6           | 5          |

| Res.    | Cartel | Oponente           | Método                                | Evento                                    | Data       | Round | Tempo | Local                         | Notas                                   |
| ------- | ------ | ------------------ | ------------------------------------- | ----------------------------------------- | ---------- | ----- | ----- | ----------------------------- | --------------------------------------- |
| Derrota | 17-6   | Rafael dos Anjos   | Decisão (dividida)                    | UFC Fight Night: Felder vs. dos Anjos     | 14/11/2020 | 5     | 5:00  | Las Vegas, Nevada             | Luta da Noite.                          |
| Derrota | 17-5   | Dan Hooker         | Decisão (dividida)                    | UFC Fight Night: Felder vs. Hooker        | 22/02/2020 | 5     | 5:00  | Auckland                      | Luta da Noite.                          |
| Vitória | 17-4   | Edson Barboza      | Decisão (dividida)                    | UFC 242: Khabib vs. Poirier               | 07/09/2019 | 3     | 5:00  | Abu Dhabi                     |                                         |
| Vitória | 16-4   | James Vick         | Decisão (unânime)                     | UFC on ESPN: Ngannou vs. Velasquez        | 17/02/2019 | 3     | 5:00  | Phoenix, Arizona              | Retornou aos Leves.                     |
| Derrota | 15-4   | Mike Perry         | Decisão (dividida)                    | UFC 226: Miocic vs. Cormier               | 07/07/2018 | 3     | 5:00  | Las Vegas, Nevada             | Estreia nos Meios Médios.               |
| Vitória | 15-3   | Charles Oliveira   | Nocaute Técnico (cotoveladas)         | UFC 218: Holloway vs. Aldo II             | 02/12/2017 | 2     | 4:06  | Detroit, Michigan             |                                         |
| Vitória | 14-3   | Stevie Ray         | Nocaute (cotoveladas)                 | UFC Fight Night: Nelson vs. Ponzinibbio   | 16/07/2017 | 1     | 3:57  | Glasgow                       | Performance da Noite.                   |
| Vitoria | 13-3   | Alessandro Ricci   | Nocaute Técnico (cotoveladas e socos) | UFC Fight Night: Lewis vs. Browne         | 19/02/2017 | 1     | 4:44  | Halifax, Nova Scotia          | Performance da Noite.                   |
| Derrota | 12-3   | Francisco Trinaldo | Nocaute Técnico (interrupção médica)  | UFC Fight Night: Cyborg vs. Lansberg      | 24/09/2016 | 3     | 2:25  | Brasília                      |                                         |
| Vitoria | 12-2   | Josh Burkman       | Decisão (unânime)                     | UFC Fight Night: Almeida vs. Garbrandt    | 29/05/2016 | 3     | 5:00  | Las Vegas, Nevada             |                                         |
| Vitória | 11-2   | Daron Cruickshank  | Finalização (mata leão)               | UFC Fight Night: Dillashaw vs. Cruz       | 17/01/2016 | 3     | 3:56  | Boston, Massachusetts         |                                         |
| Derrota | 10-2   | Ross Pearson       | Decisão (dividida)                    | UFC 191: Johnson vs. Dodson 2             | 05/09/2015 | 3     | 5:00  | Las Vegas, Nevada             |                                         |
| Derrota | 10-1   | Edson Barboza      | Decisão (unânime)                     | UFC on Fox: Dillashaw vs. Barão II        | 25/07/2015 | 3     | 5:00  | Chicago, Illinois             | Luta da Noite.                          |
| Vitória | 10-0   | Danny Castillo     | Nocaute (soco rodado)                 | UFC 182: Jones vs. Cormier                | 03/01/2015 | 2     | 2:09  | Las Vegas, Nevada             | Performance da Noite.                   |
| Vitória | 9-0    | Jason Saggo        | Decisão (dividida)                    | UFC Fight Night: MacDonald vs. Saffiedine | 04/10/2014 | 3     | 5:00  | Halifax, Nova Scotia          | Estreia no UFC.                         |
| Vitória | 8-0    | Craig Johnson      | Nocaute (chute rodado)                | CFFC 38: Felder vs. Johnson               | 09/08/2014 | 2     | 3:44  | Atlantic City, New Jersey     | Defesa do Título Peso Leve do CFFC.     |
| Vitória | 7-0    | Marc Stevens       | Nocaute Técnico (socos)               | CFFC 33: Felder vs. Stevens               | 22/03/2014 | 2     | 4:03  | Philadelphia, Pennsylvania    | Ganhou o Título Peso Leve Vago do CFFC. |
| Vitória | 6-0    | Julian Lane        | Decisão (unânime)                     | CFFC 28: Brenneman vs. Baker              | 26/10/2013 | 3     | 5:00  | Atlantic City, New Jersey     |                                         |
| Vitória | 5-0    | Corey Bleaken      | Decisão (unânime)                     | CFFC 24: Sullivan vs. Becker              | 11/05/2013 | 3     | 5:00  | Atlantic City, New Jersey     |                                         |
| Vitória | 4-0    | Ricky Nuno         | Nocaute Técnico (socos)               | CFFC 20: Heckman vs. Martinez             | 08/02/2013 | 1     | 2:15  | King of Prussia, Pennsylvania |                                         |
| Vitória | 3-0    | Khama Worthy       | Nocaute Técnico (socos)               | Pittsburgh Challenge Series 1             | 29/12/2012 | 1     | 1:10  | Pittsburgh, Pennsylvania      |                                         |
| Vitória | 2-0    | Judah Ciervo       | Nocaute Técnico (lesão)               | XFE: Cage Wars 14                         | 03/03/2012 | 2     | 5:00  | Chester, Pennsylvania         |                                         |
| Vitória | 1-0    | Mtume Goodrum      | Nocaute Técnico (joelhadas)           | CFFC 12: Pollard vs. Soto                 | 10/12/2011 | 2     | 2:31  | Atlantic City, New Jersey     |                                         |